# Gregory Gilbert
Gregory Gilbert, né le 22 janvier 1962 à Mississauga en Ontario au Canada, est un joueur professionnel canadien de hockey sur glace devenu entraîneur.

## Biographie
Il est repêché au quatrième tour, 80e au total, par les Islanders de New York lors du repêchage d'entrée dans la LNH 1980. Il fait ses débuts dans la LNH le 15 décembre 1981 contre les Nordiques de Québec et inscrit son premier but. 